# Руска кућа у Великом Извору
Руска кућа у  Великом Извору саграђена  је 1871. године од стране кнеза Лале Николића. 

## Опис и архитектура
Кућа је зидана од камена и опеке, поред централног трема су три просторије. "Оџак" - просторија са огњиштем се позиционирана у средини, а са њених бочних страна је по једна соба. На камену узиданом у темељни зид исписана је година изградње и име власника куће. Под у свим собама је такође од опеке.  
Назив ”руска кућа” је настао јер је кнез Лала трговао са Русијом и често је посећивао, па се верује донео и ову врсту архитектуре, која више подсећа на панонску кућу у старопланинском селу. 

## Кућа данас
Одмах након проглашења овог здања културним добром, кућа се урушава. Данас се је на том месту само камен са уклесаном годином изградње. 